# محمد بويسري
محمد بويسري (1876م-1953م) (بخط التيفيناغ: ⵎoⵀⴰⵎⴻⴷ ⴱoⵓⵉⵙⵔⵉ) هو رجل سياسي جزائري من مواليد بلدية الثنية في الجزائر.

## النشأة
كانت ولادة محمد بويسري في سنة 1876م الموافقة لعام 1293هـ في قرية المرايل غرب الثنية
وبعد أن درس القرآن الكريم ومبادئ اللغة العربية والفقه المالكي في زاوية سيدي بوسحاقي ضمن قرية ثالة أوفلا (الصومعة)، انتقل محمد بويسري إلى زاوية أولاد بومرداس في بلدية تيجلابين من أجل استكمال تكوينه العلمي والديني ضمن الطريقة الرحمانية.

## المسار السياسي

### انتخابات 1919م
تم انتخاب محمد بويسري في منصب مندوب بلدي خلال الانتخابات البلدية الفرنسية لعام 1919م عن مقاطعة الثنية في العهدة التي جرت انتخاباتها في دورين بتاريخ 30 نوفمبر 1919م ثم 7 ديسمبر 1919م.
وكان انتخابه في القائمة الانتخابية التي كان يرأسها محمد الصغير بوسحاقي خلال أول انتخابات بلدية تعددية بعد انقضاء الحرب العالمية الأولى يتم تنظيمها تحت سلطة الاحتلال الفرنسي للجزائر لتمثيل دائرة الثنية التي تضم مراكز الثنية وتيجلابين وسوق الحد.
وكانت دائرة الثنية مصنفة من بين دوائر الجزائر التي ينحصر عدد سكانها آنذاك ما بين 2 001 نسمة و10 000 نسمة خلال عام 1919م.
وبما أن القوائم الانتخابية كان قد تم تحيينها وإغلاقها بتاريخ 31 ماي 1919م، فإن عدد المندوبين البلديين الذين تم تخصيصه لدائرة الثنية هو 23 مندوبا بلديا كحد أقصى.
فلقد سمحت مشاركة العيشاويين في الحرب العالمية الأولى ثم المشاركة السياسية بعدها بأن يتمكن محمد بويسري بالولوج إلى التمثيل السياسي على مستوى مدينة الجزائر حتى وصل إلى مخاطبة مجلس الأمة.
فتمكن المندوب محمد بويسري مع محمد الصغير بوسحاقي وسالم آنو [الفرنسية] وأحمد بورنان [الفرنسية] ومجموعة من زملائهم المندوبين البلديين من محافظة الجزائر من تحرير «العريضة رقم 30» بتاريخ 18 جويلية 1920م الموجهة إلى مجلس الأمة Sénat للاحتجاج أمام هذه الغرفة التشريعية ضد إجراءات مشروع مبرمج لدى الغرفة العليا من طرف الحكومة الفرنسية من أجل تقنين قانون الأهالي وتقييد وصول الجزائريين الأصليين إلى الحقوق السياسية.
ذلك أن الوضع القانوني لأهالي الجزائر كان قد عرف تطورا ملحوظا مع إصدار قانون جونار Jonnart في 4 فيفري 1919م حيث قام شارل جونار بعد انقضاء الحرب العالمية الأولى بشكر الجزائريين على تجنيد 172,019 مقاتل في ساحات المعارك الأوروبية.
ثم توالت الوعود من طرف إدارة الاحتلال الفرنسي للجزائر قصد منح الحقوق السياسية للأهالي الجزائريين بعد سنة 1919م لأن خسائر المقاتلين الجزائريين كانت قد بلغت 25,711 قتيلا إضافة إلى 72,035 جريحا.
فحاولت فرنسا أن ترد الجميل للجزائريين، ومن بينهم الزواوة، وتقضي دينها من خلال إصدار قانون جونار في 4 فيفري 1919م.
وقد سمح قانون جونار بفتح أبواب بعض المناصب الثانوية في الوظيف العمومي المحلي أمام الأهالي الجزائريين، رغم أن 44 وظيفة حساسة كانت مستثناة بنص القانون من تعيين جزائريين أصليين فيها.
ومن خلال هذا الانفتاح السياسي الجزئي استطاع محمد بويسري مع زملائه المندوبين البلديين المسلمين من المشاركة في انتخاب رئيس البلدية مع نوابه، رغم عدم إمكانية ترشح المسلمين لهذه المناصب السيادية.
وقد كانت «العريضة رقم 30» بتاريخ 18 جويلية 1920م، الموجهة إلى مجلس الأمة، تهدف إلى توسيع حقوق وصلاحيات المندوبين المنتخبين من الأهالي الجزائريين المسلمين.

#### القائمة الناجحة
| رقم | المندوب البلدي         | الأصوات | القرية          |
| --- | ---------------------- | ------- | --------------- |
| 01  | محمد الصغير بوسحاقي    | 235     | قرية ثالة أوفلا |
| 02  | أحمد بورنان [الفرنسية] | 224     | قرية قدارة      |
| 03  | سالم آنو [الفرنسية]    | 213     | قرية قدارة      |
| 04  | محمد بويسري            | 194     | قرية المرايل    |
| 05  | سالم موحمو             | 183     | قرية المرايل    |

### انتخابات 1925م
تم انتخاب محمد بويسري مندوبا في الدور الثاني من الانتخابات البلدية الفرنسية لعام 1925 [الفرنسية]م عن الثنية في العهدة الثانية أثناء انتخابات 3 ماي 1925م و10 ماي 1925م.
وكانت هذه ثاني انتخابات بلدية تعددية بعد انقضاء الحرب العالمية الأولى يتم تنظيمها تحت سلطة الاحتلال الفرنسي للجزائر.

#### القائمة الناجحة في الدور الأول
| رقم | المندوب البلدي         | الأصوات | القرية          |
| --- | ---------------------- | ------- | --------------- |
| 01  | أحمد بورنان [الفرنسية] | 317     | قرية قدارة      |
| 02  | محمد الصغير بوسحاقي    | 306     | قرية ثالة أوفلا |

#### القائمة الناجحة في الدور الثاني
| رقم | المندوب البلدي      | الأصوات | القرية       |
| --- | ------------------- | ------- | ------------ |
| 01  | سالم آنو [الفرنسية] | 285     | قرية قدارة   |
| 02  | محمد بويسري         | 280     | قرية المرايل |
| 03  | سالم موحمو          | 275     | قرية المرايل |

### انتخابات 1929م

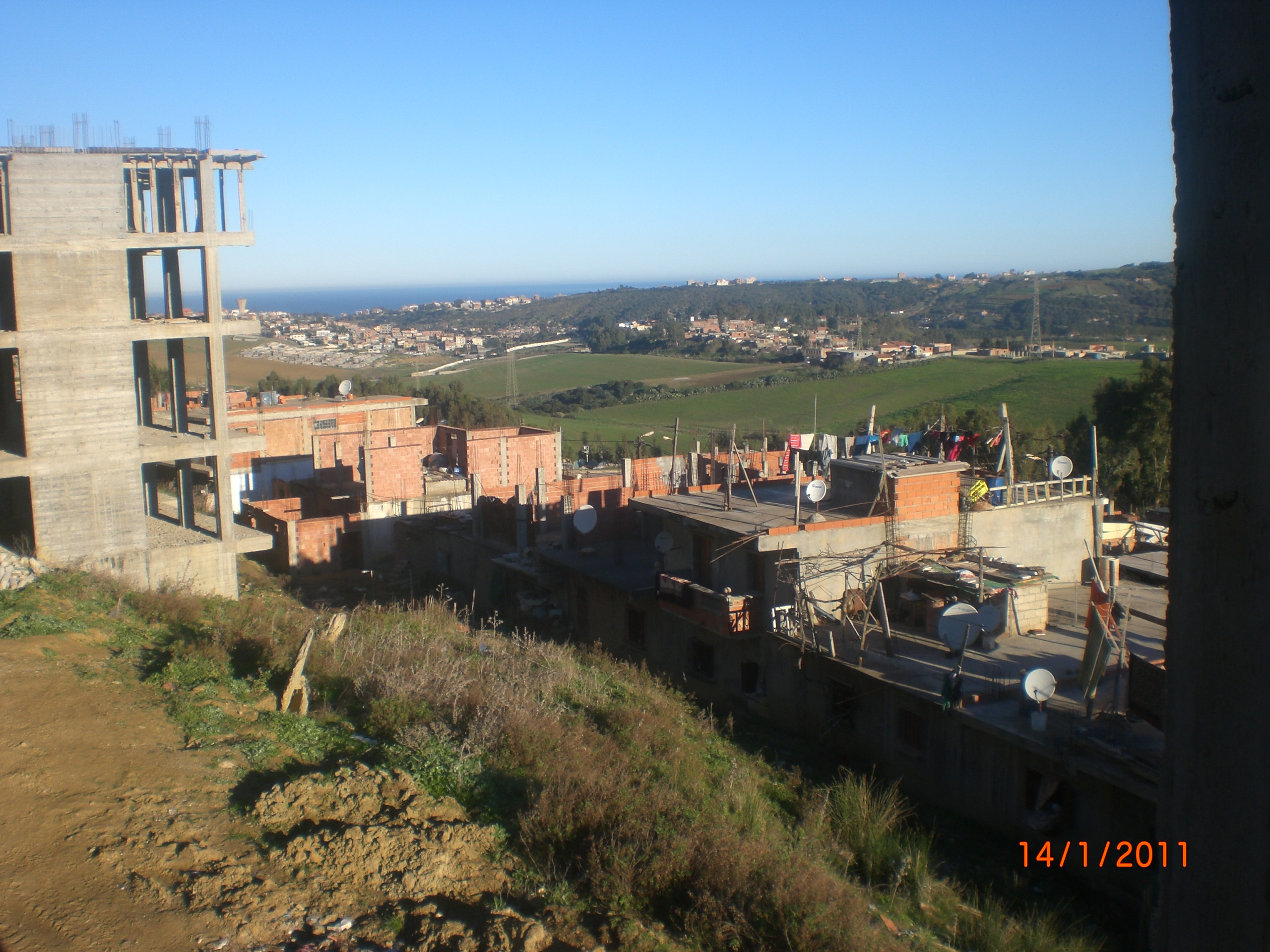
تيجلابين

تم انتخاب محمد بويسري العيشاوي كمندوب بلدي في محافظة الجزائر خلال الانتخابات البلدية الفرنسية لعام 1929 [الفرنسية]م في يوم 5 ماي 1929م و12 ماي 1929م · .
وكانت هذه ثالث انتخابات بلدية تعددية بعد انقضاء الحرب العالمية الأولى يتم تنظيمها تحت سلطة الاحتلال الفرنسي للجزائر.

### الانتخابات التكميلية 1934م
وتم انتخاب «محمد بويسري» من جديد كمندوب بلدي في محافظة الجزائر خلال الانتخابات البلدية التكميلية بعد أن حصل على 280 صوتا انتخابيا في يوم 12 أوت 1934م.

#### القائمة الناجحة
| رقم | المندوب البلدي      | الأصوات | القرية                |
| --- | ------------------- | ------- | --------------------- |
| 01  | محمد بويسري         | 280     | قرية المرايل          |
| 02  | سالم موحمو          | 280     | قرية المرايل          |
| 03  | سالم آنو [الفرنسية] | 280     | قرية قدارة            |
| 04  | محمد بورنان         | 280     | قرية قدارة            |
| 05  | محمد معراف          | 280     | قرية آيث علي سي مبارك |
| 06  | الحاج حدوش          | 280     | قرية حدوشة            |
| 07  | محمد ماحي           | 280     | قرية آيث حمادوش       |
| 08  | محمد فزاز           | 280     | قرية إيطوبال          |

### انتخابات 1935م
وتمت إعادة انتخاب محمد بويسري، بعد انقضاء عهدة انتداب ثالثة من خمس سنوات من 1930م إلى 1935م، كمندوب بلدي في محافظة الجزائر بعد أن تحصل على 1 056 صوتا انتخابيا خلال الانتخابات البلدية الفرنسية لعام 1935 [الفرنسية]م في يوم 5 ماي 1935م و25 ماي 1935م.
وكانت هذه رابع انتخابات بلدية تعددية بعد انقضاء الحرب العالمية الأولى يتم تنظيمها تحت سلطة الاحتلال الفرنسي للجزائر.

#### القائمة الناجحة
| رقم | المندوب البلدي         | الأصوات | القرية                |
| --- | ---------------------- | ------- | --------------------- |
| 01  | محمد بويسري            | 1 056   | قرية المرايل          |
| 02  | سالم موحمو             | 1 028   | قرية المرايل          |
| 03  | سالم آنو [الفرنسية]    | 1 011   | قرية قدارة            |
| 04  | أحمد بورنان [الفرنسية] | 993     | قرية قدارة            |
| 05  | محمد معراف             | 990     | قرية آيث علي سي مبارك |
| 06  | الحاج حدوش             | 988     | قرية حدوشة            |
| 07  | علي رجواني             | 988     | الثنية                |
| 08  | محمد ماحي              | 982     | قرية آيث حمادوش       |
| 09  | محمد فزاز              | 973     | قرية إيطوبال          |
| 10  | علي أوعدو              | 965     | قرية بالول            |

#### القائمة الخاسرة
| رقم | المندوب البلدي       | الأصوات | القرية             |
| --- | -------------------- | ------- | ------------------ |
| 01  | بلقاسم إيريني سليمان | 305     | قرية المرايل       |
| 02  | محمد الصغير بوسحاقي  | 264     | قرية ثالة أوفلا    |
| 03  | محمد مزالي           | 264     | قرية مزالة         |
| 04  | أحمد حدهم            | 222     | قرية بوخنفر        |
| 05  | سليمان فيلكو         | 221     | قرية المرايل       |
| 06  | محمد بويحياوي        | 128     | قرية أولاد بلحسنات |

### الحرب العالمية الثانية
إلا أن اندلاع الحرب العالمية الثانية في سنة 1939م أدى إلى إلغاء نظام الانتداب المدني البلدي وتعويضه بـحكم عسكري مركزي في الجزائر مستقل عن فرنسا الفيشية.
ومن بين مزايا المشاركة السياسية في الهيئات الانتخابية الفرنسية حصول محمد بويسري على بيت أرضي في مدينة الثنية في وسط مستوطنة مينيرفيل Ménerville الخاصة بالأوروبيين.
كما تم منحه دكانا يطل على الشارع الرئيسي، المسمى حاليا نهج العقيد أمحمد بوقرة، لاستغلاله كمقهى موريسكي.
واستفاد من قطعة أرضية قوامها حوالي 40 هكتارا من أراضي أجداده التي استحوذت عليها إدارة الاحتلال الفرنسي، وذلك إلى الجنوب من سكة الحديد وملعب الحجرة قرب «مقبرة الغربة».
وقد سمح هذا التغلغل في النسيج الاجتماعي الحضري باستقدام الكثير من بني عمومته في قرى عرش آيث عيشة للسكن في وسط الأوروبيين والمتاجرة معهم والاشتغال عندهم، بما سمح بتسجيل أبنائهم في المدارس الابتدائية لنيل التعليم الأساسي.

## تنمية المنطقة
كان محمد بويسري من خلال مشاركته السياسية الماصلة كمندوب بلدي يسعى لجلب المنافع والمصالح إلى السكان الأصليين ودرء المفاسد عنهم، رغم اقتناعه أن وضعية الاحتلال الفرنسي للجزائر لن تسمح أبدا للأهالي المقموعين بالوصول إلى عتبة المساواة التامة في الحقوق والواجبات مع المسطنين الأوروبيين.
ورغم مرارة الإحساس بأن المحتلين الفرنسيين يستغلون المندوبين البلديين المسلمين من أجل تخدير الجزائريين في الأرياف حول جدية مطلب استعادة السيادة الوطنية المسلوبة، إلا أن هؤلاء الآلاف من المندوبين المسلمين قد انخرطوا مؤقتا في «اللعبة السياسية الفرنسية» وفق مقتضيات المتاح والمباح في انتظار فر الشروط الموضوعية لتحرير البلاد الجزائرية من المغتصبين الأجانب بعد استنبات جيل أو جيلين يتميز الشباب حينها بالوعي السياسي الكامل ويفرون على أدوات التحرر التام.
فخلال جلسة يوم 19 ديسمبر 1934م التي عقدها المجلس الشعبي البلدي في الثنية، ساهم محمد بويسري في المداولات الخاصة بإنارة الشوارع بواسطة 40 عمودا كهربائيا بميزانية قدرها 5 000 فرنك فرنسي لتسهيل سير الأشخاص ليلا وحفظ الأمن العام.
كما أدلى محمد بويسري برأيه في قضية تأهيل وترميم واستصلاح منابع الماء في قرى عرش آيث عيشة بالإضافة إلى استغلال مياه سد الثنية الذي تم إنشاؤه خلال عام 1913م.
وتمثل تأهيل هذه الينابيع في أشغال بناء غرف إسمنتية حولها لتجميع المياه داخل خزانات يمكن الولوج إليها بواسطة أبواب حديدية يتم تكليف شيخ كل قرية بالإشراف على تنظيفها والحفاظ عليها من التلوث والانسداد والسهر على ديمومة وقوة تدفق المياه منها.
وتضمنت المقترحات بناء أحياء سكنية مخصصة للسكان المسلمين في داخل المستوطنات الفرنسية.
ومن أجل السماح للجزائريين بالانخراط في الأندية الرياضية، خاصة الخاصة بكرة القدم، فإن هذه اللجنة قد أقرت مشروع بناء ملعب ثنية بني عائشة.
وقد اقترح المندوب محمد بويسري على المجلس البلدي استقدام «وكالة القرض الزراعي للفلاح الصغير» إلى مقر «البلدية المختلطة» المتمثلة في الثنية بعد أن نجح وأثبت هذا القرض نجاعته في دعم الفلاحين الجزائريين في «البلديات كاملة الصلاحيات».
ذلك أن هذا «القرض الزراعي للفلاح الصغير» كآلية احتياطية لدعم التنمية الريفية يسمح، عبر دفع كل فلاح جزائري عيشاوي زواوي اشتراكا مقداره 6 فرنك فرنسي سنويا، بالاستفادة من دعم وتأطير هذه الآلية المالية التضامنية الخاصة بالفلاحين الجزائريين المسلمبين.
وتضمنت المقترحات تخصيص جزء من ميزانية دائرة اثنية بني عائشة لتوسيع وتهيئة المسالك والطرق القروية والجبلية في جبال الخشنة لاوية.
كما تطرقت الجلسة إلى وضعية المحاربين القدامى في الحرب العالمية الأولى الذين خصصت لكل واحد منهم منحة 100 فرنك فرنسي شهريا.
وقد اقترح المندوب محمد بويسري مشروع بناء جسر راجلين [الفرنسية] يربط بين ضفتي وادي مغلدن قصد السماح لسكان قرى ماهران والمرايل ومغلدن وثابراهيمث بعبور هذا المجرى المائي خاصة أثناء فيضانه في فصل الشتاء للتوجه نحو مدينة ثنية بني عائشة لقضاء مصالحهم المختلفة.
كما تطرق الاجتماع إلى مواضيع تسيير النفايات المنزلية وتدفئة المكاتب الإدارية للبلدية، مع توظيف عاملَيْن متخصصين في ترميم الأحياء السكنية، بالإضافة إلى تنظيم عملية تنظيف وتعقيم المدارس.
وكان موضوع توسيع الشوارع في الثنية وسوق الحد وتيجلابين قد تم تداوله قصد السماح للسيارات والعربات المختلفة بالولوج إلى مختلف الأحياء.

## لجنة التحقيق البرلمانية في 1937م
شارك محمد بويسري في استقبال لجنة تحقيق البرلمان الفرنسي القادمة من مدينة الجزائر لزيارة مدينة ثنية بني عائشة خلال سنة 1937م قبل توجهها إلى مدينة يسر ثم مدينة تيزي وزو.
وبعد أن قامت هذه اللجنة باستجواب السياسيين والنقابيين المسلمين حول قضايا الأهالي الجزائريين خلال يوم السبت 6 مارس 1937م في مدينة الجزائر توجهت في صبيحة يوم الأحد 7 مارس 1937م نحو مدينة ثنية بني عائشة.
وبمجرد وصول أعضائها إلى مدينة تيزي نايث عيشة، تم استقبالهم من طرف رئيس البلدية «جيروم زيفاكو» (بالفرنسية: Jérôme Zévaco)‏ رفقة المندوب المسلم محمد بويسري وكثير من الممثلين السياسيين الفرنسيين والجزائريين الذين أوضحوا ماهية مطالبهم السياسية والاقتصادية والاجتماعية.
وبعد استماع اللجنة لمطالب وانشغالات ممثلي منطقة الخشنة الزواوية، توجه أعضاؤها بعد الزوال نحو مدينة يسر ثم إلى مدينة تيزي وزو في منطقة القبائل لينهوا أشغال لجنتهم الاستقصائية خلال يوم الاثنين 8 مارس 1937م.

## الاستقالة في 1937م
قام محمد بويسري العيشاوي الزواوي بالاستقالة خلال عام 1937م من منصبه كمندوب بلدي في محافظة الجزائر خلال الانتخابات البلدية بعد سنتين من ظهور نتائج شهر ماي 1935م.
وكانت استقالته خلال شهر أكتوبر 1937م رفقة المندوبين محمد بورنان، وسالم آنو [الفرنسية]، ومحمد فزاز.
وكان هؤلاء المندوبون البلديون منضوين تحت مظلة نقابة فدرالية المنتخبين المسلمين في محافظة الجزائر (بالفرنسية:  Fédération des élus musulmans du département d'Alger)‏.
وكانت موجة الاستقالات قد انطلقت بتاريخ 28 جويلية 1937م بقيادة الطبيب محمد الصالح بن جلول الذي هو من أقارب الإمام عبد الحميد بن باديس.
وكان عدد المندوبين المسلمين المستقيلين قد بلغ 3 600 مندوبا ما بين شهري أوت وسبتمبر 1937م بدعم من جمعية العلماء المسلمين الجزائريين.

## دعم المجندين الجزائريين في الحرب العالمية الثانية
شارك محمد بويسري العيشاوي بعد اندلاع الحرب العالمية الثانية بتاريخ 1 سبتمبر 1939م في تسيير شؤون منطقة الثنية.
وباعتباره مندوبا بلديا في محافظة الجزائر بعد الانتخابات البلدية في شهر ماي 1935م، فإنه كان يحضر اجتماعات بلدية ثنية بني عائشة مع القائد محمد دريش وشيخ الفرقة محمد الصغير بوسحاقي، بالإضافة للمندوبين سالم آنو [الفرنسية] وكذلك محمد بورنان.
وكان المندوب محمد بويسري الزواوي يساهم في جمع الأموال والمؤونة لمساعدة عائلات الشباب الجزائريين الذين تم تجنيدهم من طرف الجيش الفرنسي في جبهات القتال داخل أوروبا.

## مواضيع ذات صلة
- قائمة أعلام الجزائريين
- قائمة الأسماء الأمازيغية
- علي بوسحاقي
- محمد الصغير بوسحاقي
- محمد دريش
- عبد الرحمن بوسحاقي
- أحمد بورنان [الفرنسية]
- محمد بورنان
- سالم آنو [الفرنسية]
- سالم موحمو
- إبراهيم بوسحاقي
- يحي بوسحاقي
- سيدي عبد الرحمان الثعالبي
- مسجد سيدي إبراهيم البحري
- سيدي أمحمد بن عبد الرحمان بوقبرين
- محمد بلحسين
- منطقة القبائل
- جبال الخشنة
- عروش الزواوة
- زواوة
- ولاية الجزائر
- ولاية بومرداس
- دائرة الثنية
- دائرة بومرداس
- عرش آيث عيشة
- بلدية  الثنية
- بلدية تيجلابين